# Hermann Schoemann
Hermann Friedrich Wolfgang Nestor Schoemann (* 17. April 1881 in Putbus auf Rügen; † 1. Mai 1915 bei Nordhinder-Feuerschiff) war ein deutscher Marineoffizier, zuletzt Kapitänleutnant im Ersten Weltkrieg. Am 16. Juli 1936 wurde der Zerstörer Z 7 nach ihm benannt.

## Leben
Hermann Schoemann war das zweite von fünf Kindern des gleichnamigen Gymnasiallehrers, welcher als Professor am königlichen Pädagogium in Putbus arbeitete, und Elisabeth Schoemann. 1899 trat er in die Kaiserliche Marine ein, wo er schon 1910 zum Kommandanten eines der neuen Großen Torpedoboote ernannt wurde. Im 25. April 1915 wurde Schoemann, mittlerweile Kapitänleutnant, erster Chef der neugegründeten Torpedoboots-Flottille Flandern im deutsch besetzten Teil Belgiens. Die Flottille bestand aus den zwar neuen aber langsamen und wenig kampfstarken  Küstentorpedobooten der A-I Klasse. Er fiel bereits am 1. Mai 1915 auf SMS A 2, als er bei Noordhinder-Bank nach zwei abgestürzten deutschen Fliegern suchte und mit einer feindlichen Vorpostenflottille ins Gefecht kam. Überraschend erhielten diese Unterstützung durch vier große britische Zerstörer der L-Klasse und die beiden weit unterlegenen deutschen Boote wurden zusammengeschossen. Bei dem ungleichen Gefecht wurden neben seinem Boot noch SMS A 6 versenkt.